# Le Roi Lear (Berlioz)
Pour les articles homonymes, voir Le Roi Lear.
Le Roi Lear, aussi orthographié Le Roi Léar, est une ouverture symphonique composée par Hector Berlioz en 1831. Elle porte les numéros de catalogue H. 53 ou opus 4.

## Historique
L'ouverture fut écrite entre avril et mai 1831 et achevée le 10 mai 1831. Dans une lettre à son ami et librettiste Humbert Ferrand, datée du « 10 ou 11 mai » (1831), il écrit avoir terminé l'ouverture Le Roi Lear la veille. Sa complétion date donc du 9 ou 10 mai.
Elle fut composée dans des circonstances inhabituelles. Tout juste arrivé à Rome comme lauréat du Prix de Rome 1830, Berlioz partit subitement pour revenir à Paris avec l’intention d’assassiner sa fiancée Camille Mocke et sa mère qui avaient annoncé la rupture des fiançailles. C'est son arrivée à Nice qui le fera changer d'humeur – et d'avis. Il décida de rester sur place pendant plusieurs semaines, où il composa notamment Le Roi Lear. Berlioz donne de cet épisode un récit vivant dans ses Mémoires (chapitre 34) ; ce séjour à Nice fut selon ses mots : « les vingt plus beaux jours de ma vie ». Il y reviendra deux fois, en 1844 et en 1868 (juste avant sa mort).
Cette « ouverture caractéristique » fut composée d'après la pièce de théâtre éponyme de William Shakespeare. C'est en remontant de Rome à Florence (sur sa route pour Paris) en avril 1831 que Berlioz lit la pièce. Immédiatement, l'envie lui prend d'en composer l'ouverture et l'effet que la tragédie produisit sur lui était vraisemblablement encore très vif lorsqu'il l'écrivit quelques jours plus tard à Nice.

## Analyse
Dans une lettre autographe, publiée par le journal musical Le Ménestrel en 1903, Berlioz décrit cette ouverture avec ces deux mots: « Dramatique, passionnée. »
On observe dans ses lettres et écrits que le compositeur n’a cherché nulle part à expliquer précisément le contenu de cette composition (d'environ 15 min). Il supposait vraisemblablement une connaissance préalable de la tragédie de la part de ses auditeurs... suffisante en tout cas pour interpréter et comprendre le déroulement symphonique en rapport avec la tragédie de Shakespeare.
Musicalement parlant, il est assez naturel de supposer que le thème initial – dont dérive une bonne partie du matériau thématique de toute l’ouverture – représente Lear lui-même, et que les deux mélodies pour hautbois dans l’introduction (mesure 38 et suivantes) et dans l’allegro (mesure 151 et suivantes), représentent des caractéristiques du personnage de Cordelia.
Mais l'on peut également suggérer que Berlioz avait à l’esprit des allusions musicales (on dira plus tard des « leitmotivs ») plus précises. Dans ses Mémoires (chapitre 59) il cite avec approbation les commentaires du roi de Hanovre en 1854: « C’est magnifique, M. Berlioz, c’est magnifique ! votre orchestre parle, vous n’avez pas besoin de paroles. J’ai suivi toutes les scènes: l’entrée du roi dans son conseil, et l’orage sur la bruyère, et l’affreuse scène de la prison, et les plaintes de Cordelia ! Oh ! cette Cordelia ! Comme vous l’avez peinte! comme elle est timide et tendre ! C’est déchirant, et si beau ! »
L'on pourrait donc se baser sur cette première ébauche d'analyse succincte, qui semble approuvée par le compositeur, pour se faire une idée propre du déroulement de l'action et des subtilités de la partition.
La durée moyenne d'exécution de l'œuvre est d'environ quatorze minutes.

### Orchestration
La nomenclature de la partition fait intervenir au total 14 instruments différents, répartis sur 17 portées (+ divisions): flûtes (1,2 dont piccolo), hautbois (1,2), clarinettes (1,2), bassons (1,2), cors en mi bémol et do (1,2,3,4), trompettes (1,2), trombones (1,2,3), tuba, timbales (do, sol), violons I, violons II, altos, violoncelles, contrebasses.

### Tempo
- Dans l’allegro, la partition de Berlioz porte l’indication de métronome  = 168, ce qui paraît trop rapide et est difficile à maintenir

## Images

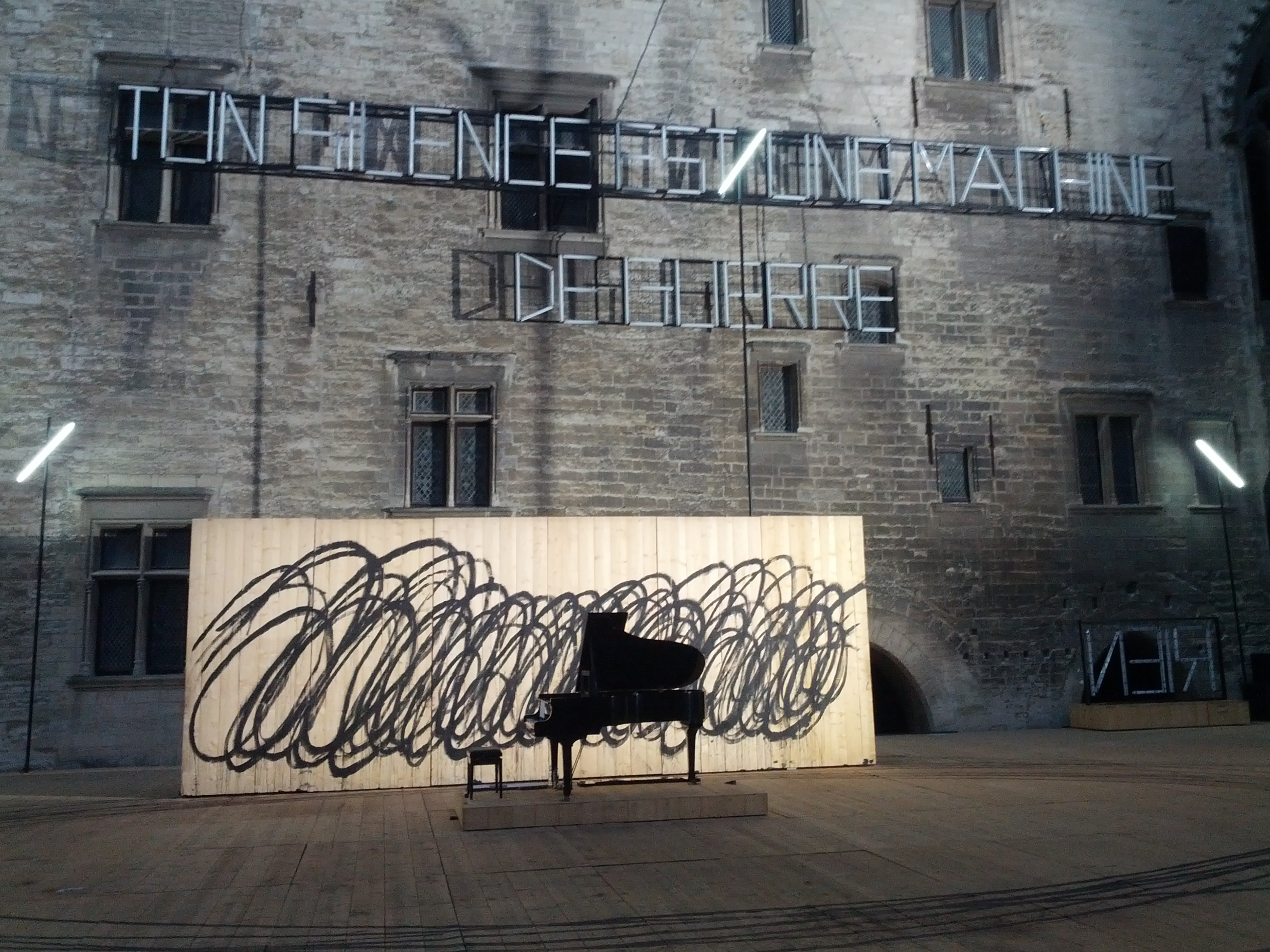
Production du Roi Lear, dirigée par Olivier Py - Festival d'Avignon 2015